# Pleurochloris
Pleurochloris é um género de algas heterocontes que agrupa cerca de 18 espécies.

## Taxonomia e sistemática
O género Pleurochloris inclui as seguintes espécies:
- Pleurochloris acidophila Fritsch & John
- Pleurochloris cavernicola  Skuja
- Pleurochloris commutata  Pascher
- Pleurochloris fulgens  Pascher
- Pleurochloris imitans  Pascher
- Pleurochloris inaequalis  Pascher
- Pleurochloris lobata  Pascher
- Pleurochloris magna  J.B.Petersen
- Pleurochloris meiringensis  Vischer
- Pleurochloris nanella  Geitler
- Pleurochloris pachyhloron  Pascher
- Pleurochloris polychloris  Pascher
- Pleurochloris pseudopolychloris  Ettl
- Pleurochloris pyrenoidosa  Pascher
- Pleurochloris terrestris Fritsch & John
- Pleurochloris vorax  Pascher